# Lisna Bore
Lisna Bore (en serbe cyrillique : Лисна Боре) est un village du sud-est du Monténégro, dans la municipalité d'Ulcinj.

## Démographie

### Évolution historique de la population
| 1948 | 1953 | 1961 | 1971 | 1981 | 1991 | 2003 |
| ---- | ---- | ---- | ---- | ---- | ---- | ---- |
| 188  | 204  | 249  | 233  | 264  | 258  | 179  |